# Maryna Pestriakowa
Maryna Pestriakowa (ukr. Марина Пестрякова; ur. 26 stycznia 1972 w Tomsku) – ukraińska biegaczka narciarska, olimpijka.

## Wyniki
- C - styl klasyczny
- F - styl dowolny

### Igrzyska olimpijskie
| 1998 Nagano         | 23 (15 km C), 40 (5 km C), 36 (łączony 15 km) |
| 2002 Salt Lake City | DNF (30 km C)                                 |

### Mistrzostwa świata
| 1993 Falun         | 51 (15 km C), 42 (5 km C), 45 (15 km łączony)               |
| 1997 Trondheim     | 56 (15 km F), 35 (5 km C), 37 (15 km łączony), 31 (30 km C) |
| 1999 Ramsau        | 37 (15 km F), 34 (5 km C), 26 (15 km łączony)               |
| 2001 Lahti         | 49 (15 km C)                                                |
| 2003 Val di Fiemme | 38 (15 km C), 40 (10 km C), 48 (sprint)                     |

### Puchar Świata

#### Miejsca w klasyfikacji generalnej
- Sezon 1997/1998: 66.
- Sezon 1998/1999: 76.
- Sezon 2000/2001: 109.